# Арвідс Кріпенс
Арвідс Кріпенс (латис. Arvīds Krīpens; 3 жовтня 1893 — 20 серпня 1968) — латиський офіцер, лейтенант Російської імператорської армії, полковник латиської армії, штандартенфюрер військ СС.

## Біографія
Син вчителя. Закінчив Петербурзький державний університет шляхів сполучення. 26 квітня 1916 року призваний в Російську імператорську армію. 20 грудня 1916 року закінчив військову школу в Тбілісі. Проходив службу у 242-му піхотному полку, потім в Ревельському 7-му піхотному полку. У грудні 1917 року демобілізувався.
З 14 грудня 1918 року служив в регулярній латвійської армії. Брав участь в боях на півдні Курземе. Вступив на службу в новостворений 2-й Вентспільський піхотний полк. З 30 вересня 1919 року в складі Латгальського партизанського полку на Латгальському фронті. У березні 1922 року переведений в 6-й піхотний полк.
У 1922 році закінчив Латвійську військову школу. З вересня 1922 року по 1924 рік — командир кулеметної роти 12-го Бауського піхотного полку. З 1926 року — лектор у Військовій школі. З 1 грудня 1931 року призначений командиром батальйону 6-го Ризького піхотного полку. 4 лютого 1934 року призначений начальником штабу Курземської дивізії.
У серпні 1935 року призначений начальником Військової школи. Служив на цій посаді до 1 вересня 1939 року; характеризувався як прекрасний викладач, вніс багато нових традицій. Написав кілька книг, незакінченою залишився рукопис про історію Військової школи «Varoņu slava gaida mūs…».
З вересня 1939 по серпень 1940 року — командир 1-го Лієпайського піхотного полку. 14 вересня 1939 року був одним з латвійських воєначальників, які виступали за мобілізацію проти наступу Червоної армії.
Після нападу Німеччини на СРСР, Кріпенс організовує національну партизанську групу «Смілтенські добровільні бійці», яка відтісняє бійців Червоної армії з Смілтена, а потім і до самого кордону Латвії. 16 липня 1941 року призначений начальником власної безпеки Даугавпілсського району. Зі встановленням німецької влади призначений 2-м помічником з персональних та внутрішніх питань генерального директора Оскарса Данкерса. Використовуючи свій авторитет начальника Військової школи, через газету «Tēvija» агітував військових вступати в поліцейські батальйони. З 3 травня 1943 по 1944 і з 30 квітня по 26 червня 1944 року — командир 32-го полку 15-ї гренадерської дивізії СС. З 28-30 листопада 1943 року бився на фронті, брав участь в боях за позиції в Новосокольниках, в Островських боях і в боях за Опочку. Потім служив в генеральному штабі Рудольфса Бангерскіса.
Після капітуляції Німеччини повернувся до своїх бійців в бельгійський табір полонених Цеделгем. Після запиту СРСР про видачу латвійських бранців, Кріпенс 26 листопада 1945 року демонстративно здійснив спробу самогубства. Ця подія викликала резонанс, і бранці не були видані радянському боку. Брав участь у створенні організації «Яструби Даугави».

## Нагороди
- Орден Трьох зірок 4-го і 3-го ступеня
- Медаль Незалежності Литви
- Орден Меча, командорський хрест (Швеція)
- Залізний хрест 2-го і 1-го класу (Третій Рейх)
- Хрест Воєнних заслуг 2-го класу з мечами (Третій Рейх)